# Bsiw
Bsiw (ukrainisch Бзів; russisch Бзов Bsow) ist ein Dorf im Osten der ukrainischen Oblast Kiew mit etwa 800 Einwohnern (2023).

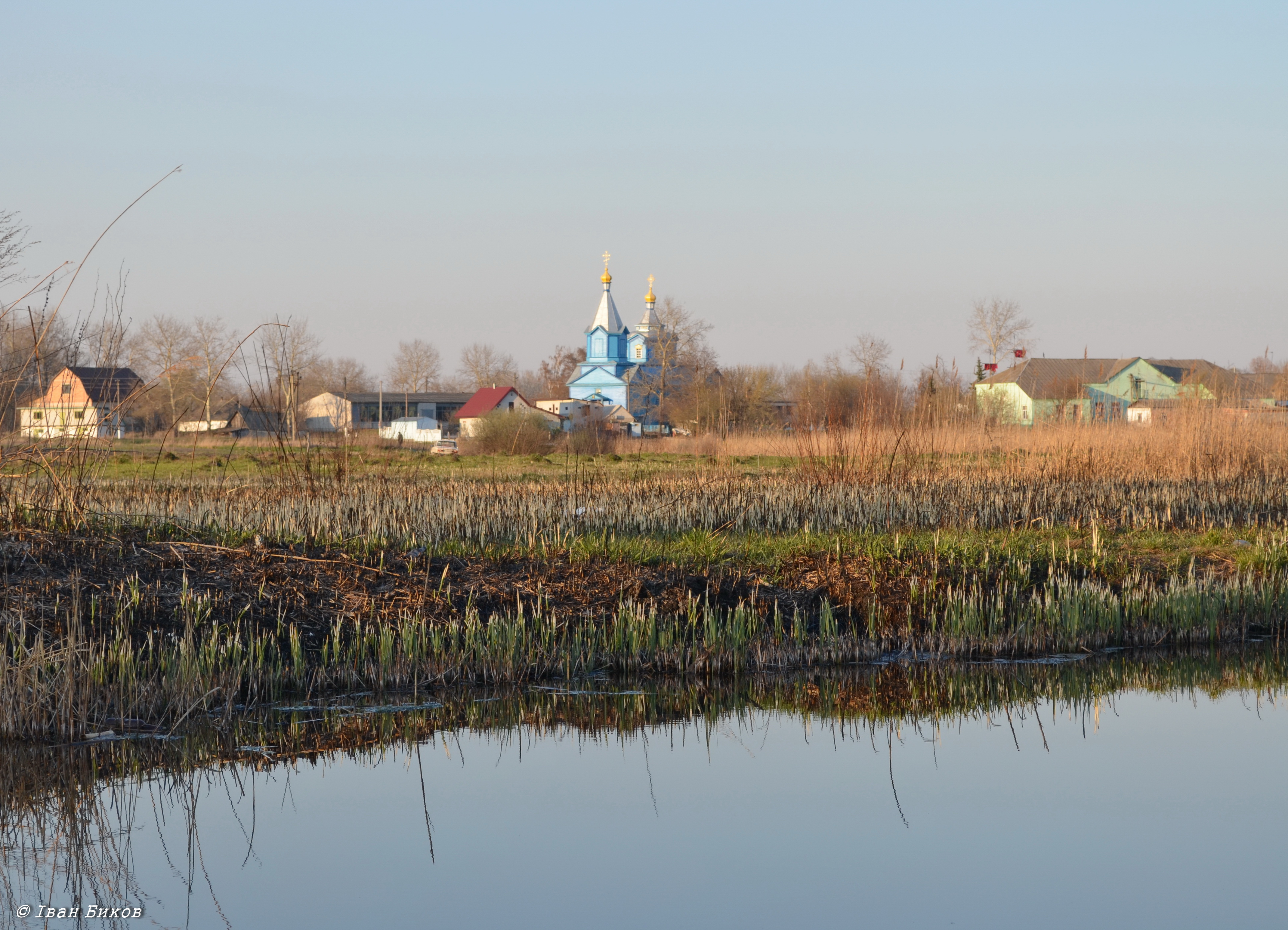
Blick auf das Dorf

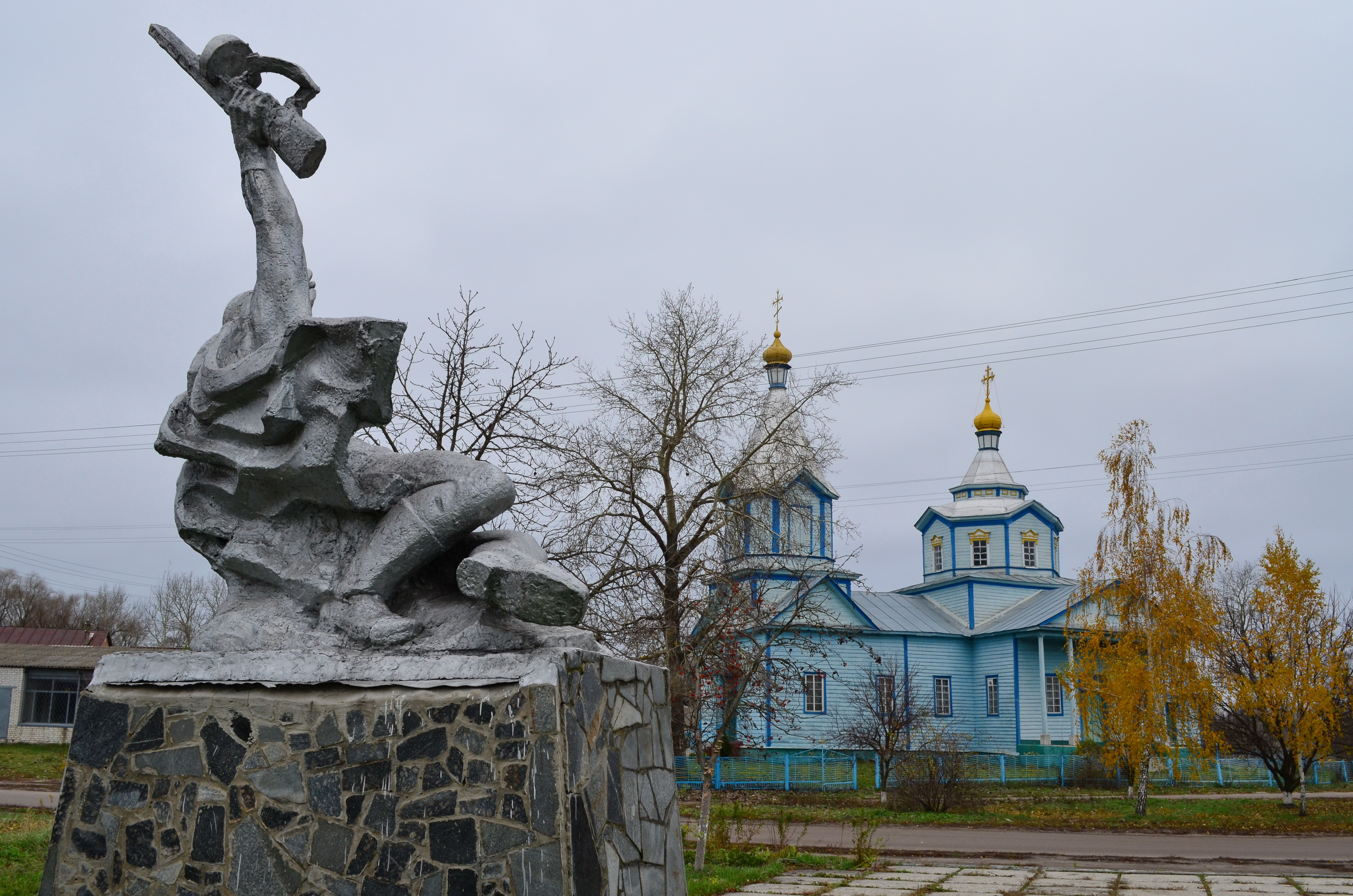
Dorfkirche und Kriegerdenkmal

Das am 27. Januar 1688 erstmals urkundlich erwähnte Dorf liegt auf einer Höhe von 100 m am Ufer der Ilta (Ільта), 9 km südwestlich vom ehemaligen Rajonzentrum Baryschiwka und 58 km östlich von Kiew. Im Süden der Ortschaft verläuft die Fernstraße M 03. Nördlich von Bsiw befindet sich bei Morosiwka eine Bahnstation an der Bahnstrecke Kiew–Poltawa. Im Dorf steht die denkmalgeschützte St.-Nikolaus-Holzkirche von 1863.
Am 12. Juni 2020 wurde das Dorf ein Teil der neugegründeten Siedlungsgemeinde Baryschiwka, bis dahin bildete es die gleichnamige Landratsgemeinde Bsiw (Бзівська сільська рада/Bsiwska silska rada) im Westen des Rajons Baryschiwka.
Am 17. Juli 2020 kam es im Zuge einer großen Rajonsreform zum Anschluss des Rajonsgebietes an den Rajon Browary.

## Söhne und Töchter der Ortschaft
- Alexander Serdjuk (ukrainisch Олександр Іванович Сердюк Oleksandr Iwanowytsch Serdjuk; 1900–1988), Schauspieler, Volkskünstler der UdSSR[5]